# Fabiola Mascorro
Fabiola Mascorro México, (Ciudad de México) es una actriz de teatro, cine y televisión, modelo y bailarina mexicana. Presidenta de la Comisión Juvenil de la Asociación Nacional de Actores del 2014 al 2018, durante la gestión de la y los Secretarios Generales Yolanda Ciani, Abel Casillas y Jesús Ochoa. Egresada de las Carreras de Arte Dramático del Instituto Andrés Soler y Actuación del Centro de Capacitación Artística de la Asociación Nacional de Actores.

### Inicios
Comenzó su carrera en 2008. Se dio a conocer en la televisión mexicana gracias al programa Se Vale TV del Canal 4 de la Ciudad de México (Televisa), Las Estrellas, al ganar el concurso "Modelo del Año". Del 2008 al 2009, recibió la oportunidad como modelo y bailarina del programa Se Vale TV.

## Asociación Nacional de Actores
En 2014, recibió el cargo de Presidenta de la Comisión Juvenil de la entonces Secretaria General de la A.N.D.A. Yolanda Ciani. Brindó apoyo a jóvenes que inician su carrera artística. Buscó acercamiento entre los jóvenes y el sindicato a través de convenios con proveedores de servicios artísticos, conferencias y encuentros con diversos temas de interés para el gremio. Formó parte de los festejos del 80 aniversario del sindicato. Una de sus labores más destacadas fue la campaña anual "A.N.D.A...Regala Un Juguete!! donde reunió artistas, deportistas y apoyo del Gobierno de la CDMX: Chabelo, Rafael Inclán, Luis Gatica (actor), El Hijo del Santo, Sergio Corona, José Ramón Amieva, Carlos Bonavides, Alfonso Iturralde, Cibernético (luchador), Emilio Osorio, Marco Antonio Peribán, Mariana "Barbie Juárez", José Luis Cordero, Eugenio Montessoro, Jenny García, Carlos Eduardo Rico, entre otros.
En 2016-2017 recibió el cargo de Colaboradora en la Secretaria General y en la Secretaria de Interior y Exterior al mismo tiempo que fungió el cargo de Presidenta de la Comisión Juvenil.  Estuvo presente en muchos eventos y convenios para el sindicato como en la instauración del Día Nacional del Cine Mexicano y la Firma del convenio de colaboración para creación de billetes de lotería conmemorativos al Día Nacional del Cine Mexicano entre C.A.N.A.C.I.N.E., Senado de la República, la Lotería Nacional y la A.N.D.A

## Trayectoria

### Televisión
Participó en telenovelas y series de Televisa del 2013 a la fecha en títulos como: Nosotros los Guapos 1 y 2, Antes Muerta que Lichita, La Vecina, Mi Corazón es Tuyo, La Tempestad, Que Te Perdone Dios, entre otras.
| Título                   | Género     |
| ------------------------ | ---------- |
| NOSOTROS LOS GUAPOS      | Serie      |
| QUE POBRES TAN RICOS     | Telenovela |
| LA TEMPESTAD             | Telenovela |
| ANTES MUERTA QUE LICHITA | Telenovela |
| QUE TE PERDONE DIOS      | Telenovela |
| QUIERO AMARTE            | Telenovela |
| EL COLOR DE LA PASIÓN    | Telenovela |
| LA VECINA                | Telenovela |
| HASTA EL FIN DEL MUNDO   | Telenovela |
| MI CORAZÓN ES TUYO       | Telenovela |
| DESMADRUGA2              | Comedia    |

### Teatro
Se ha presentado en obras que van desde la comedia hasta el drama:
| Título                               | Personaje      |
| ------------------------------------ | -------------- |
| Dios Tiene Feis                      | Amiga Actriz   |
| ¿Y Donde Quedo Yo?                   | Vanesa         |
| La Doble Moral - 'Danzón El Musical' | Olvido         |
| Enredo de Tarea                      | Maria Fernanda |
| El Método GronhÖlm                   | Mercedes       |

### Cine
Ha actuado en películas, cortometrajes y videohomes
| Título                            | Personaje | Área de trabajo         |
| --------------------------------- | --------- | ----------------------- |
| R.E.L.O. Revolución En La Oficina | Diva      | Actriz                  |
| Intranet                          | Martha    | Actriz                  |
| Lethaeus                          | Casandra  | Actriz                  |
| En Las Sombras                    | Daniela   | Actriz                  |
| Ángel Caído                       | -         | Asistente de producción |

### Conducción
Trabajó como conductora en diversas plataformas para los programas “Sal Al Balcón” en el Canal 169 de Totalplay Telecomunicaciones, Conductora Comercial de ANTAD TV, Conductora de Campo de “Una Voz Con Todos” en programa piloto para Canal 14 SPR y en diversas cápsulas turísticas tituladas “Contacto con México” para Intravisión.

### Modelaje
Ha sido modelo de pasarela y editorial de marcas como L'Oréal, X-PRESSION, KOKORO, Antonio Bellver, Karlo Dee, Yaffit Assa, Foco Rojo Diseños, Tienda Acrópolis, etc. Ha participado en campañas publicitarias para Tiendas-Suhui, SECTUR, IMSS, Farmacias Guadalajara, Interjet, Galletas Lara, PRD, Casas Geo y Natura Lit.

### Baile
Además de bailarina en el programa Se Vale TV, fue una de las bailarinas principales de la Compañía Nacional "Su Majestad el Danzón" bajo la dirección del Maestro Miguel Ángel Cisneros, especializada en Baile de salón: tango, danzón, mambo, salsa, tap, jazz. Durante muchos años, fue el grupo de clausura del Día Internacional de la Danza celebrado en el Centro Nacional de las Artes (México).
Fue integrante y sub-capitana de las celestes, porristas del Cruz Azul Fútbol Club (2011 - 2012).